# David Villa
Pour les articles homonymes, voir Villa (homonymie).
David Villa Sánchez, né le 3 décembre 1981 à Tuilla en Espagne est un footballeur international espagnol ayant joué au poste d'attaquant. Il est considéré comme l'un des meilleurs attaquants de sa génération et de l'histoire du football espagnol.
Surnommé El Guaje (Le Gamin en asturien), David Villa est victime d'une grave blessure dans sa jeunesse avant de commencer sa carrière professionnelle avec le Sporting de Gijón en 2001. Il est transféré deux saisons plus tard au Real Saragosse où il fait ses débuts en Liga, remportant ses premiers trophées comme la Coupe du Roi et la Supercoupe d'Espagne en 2004. Un an plus tard, il rejoint le Valence CF pour une indemnité de transfert de douze millions d'euros et remporte à nouveau la Coupe du Roi lors de la saison 2007-2008. Après cinq ans dans le club valencien où il est devenu l'un des meilleurs joueurs du championnat, il signe au FC Barcelone en 2010 et y remporte la Liga et la Ligue des champions (marquant en finale) pour sa première saison avec les Blaugranas. Il fait partie de la glorieuse équipe composée de l'entraîneur Pep Guardiola et son leader argentin Lionel Messi.
En 2013, il quitte le club catalan et rejoint l'Atlético Madrid pendant une saison où il remporte un nouveau championnat et dispute une finale perdue de Ligue des Champions face au Real Madrid. Il achève sa carrière hors d'Europe, d'abord en MLS au New York City FC où il devient le meilleur buteur du club, puis brièvement à Melbourne City en Australie et enfin au Vissel Kobe au Japon. Le 1er janvier 2020, il remporte la coupe de l'Empereur avec le club nippon pour son dernier match professionnel.
En parallèle, Villa fait ses débuts internationaux avec l'équipe d'Espagne en 2005. Il participe d'abord à la Coupe du Monde 2006 (où il marque trois buts) avant de réaliser un doublé historique Euro 2008-Mondial 2010 où il est l'un des joueurs majeurs de la Roja. Il est sacré meilleur buteur de l'Euro et remporte le Soulier d'argent à la Coupe du monde. Après avoir manqué l'Euro 2012 sur blessure, il atteint la finale de la Coupe des confédérations 2013 puis est éliminé au premier tour du Mondial 2014, à l'issue de laquelle il prend sa retraite internationale avant une brève et dernière apparition en 2017. Premier joueur espagnol à atteindre les cinquante buts internationaux, il est donc le meilleur buteur de sa sélection où il comptabilise 59 buts en 98 matchs.

## Biographie

### En club

#### Les débuts
Originaire de Tuilla, une paroisse civile de Langreo, David Villa est issu d'une famille de mineurs. Son père a été mineur pendant 27 ans, son grand-père et son arrière-grand-père l'ont également été. Au début de son enfance il se fracture la jambe droite et les médecins lui pronostiquent un arrêt définitif du football. Son père l'encourage à poursuivre et à travailler sa jambe gauche pour compenser. En conséquence David Villa a songé à descendre dans la mine tout comme le reste de sa famille. Malgré tout il recommence à jouer, sans l'autorisation des médecins, dans le club régional de UP Langreo où il évolue dans les catégories inférieures jusqu'à ses 17 ans. Refusé par le Real Oviedo car étant trop jeune, il commence sa carrière à 19 ans au Real Sporting de Gijón où il joue deux saisons complètes en deuxième division. Grâce à ses 39 buts en 92 matchs, il est transféré au Real Saragosse où il confirme ses talents pendant deux saisons.

#### Valence CF

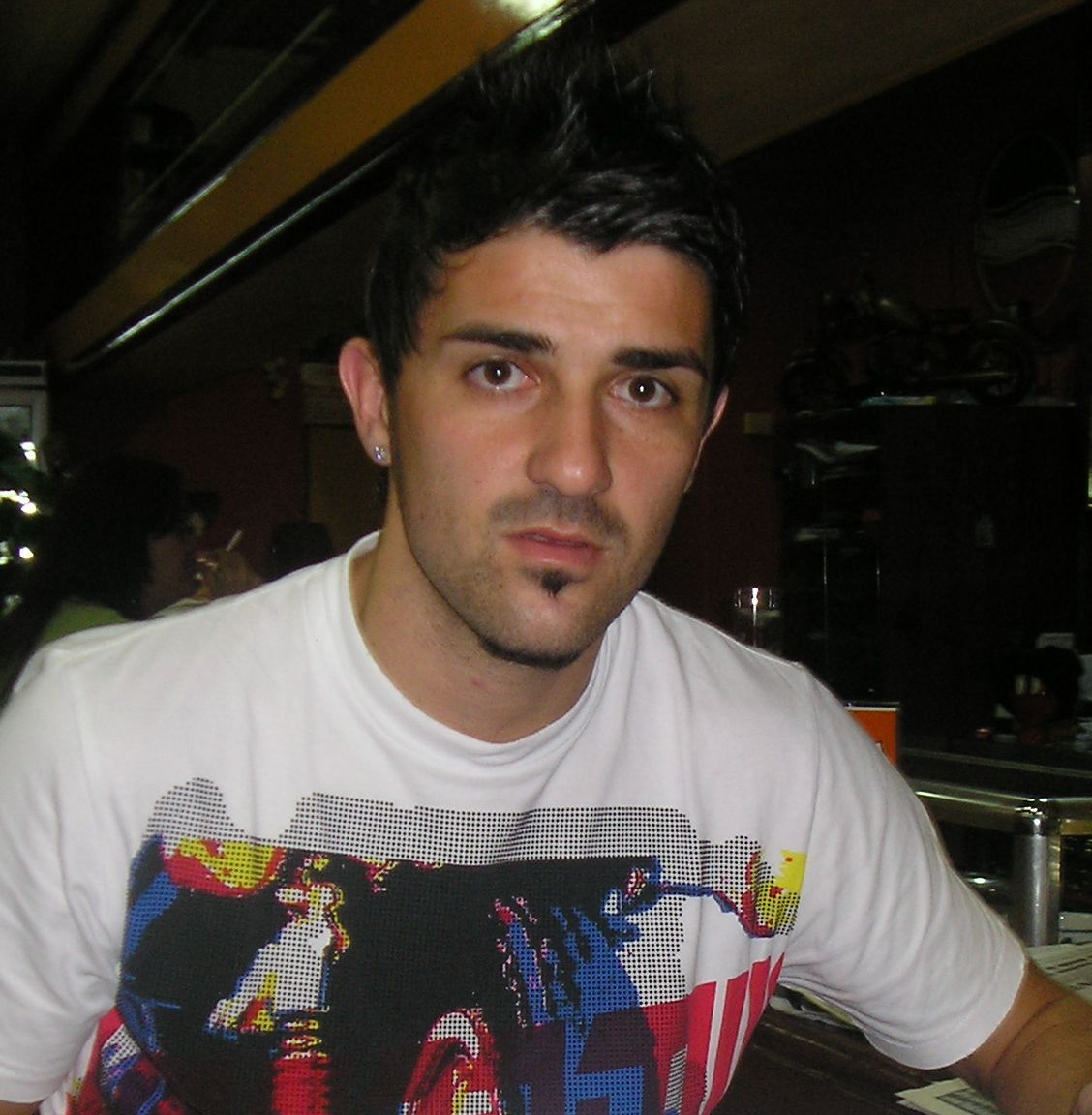
David Villa en 2008 lors d'une campagne en faveur de la reconnaissance officielle de la langue asturienne.

Durant l'été 2005, il arrive au Valence CF pour une somme avoisinant les douze millions d'euros et s'impose rapidement comme titulaire en pointe de l'attaque valencienne. Il finit deuxième meilleur buteur de la Liga avec 25 réalisations à une longueur du Camerounais Samuel Eto'o.
En juin 2008, il défend les couleurs de la sélection espagnole au championnat d'Europe des nations qui se déroule en Suisse et en Autriche ; il termine champion et meilleur buteur avec quatre réalisations.
Durant l'été, celui qu'on surnomme « El Guaje » (« Le Gamin »), attise les convoitises de clubs importants comme le Real Madrid, le FC Barcelone, la Juventus, Chelsea, Manchester City, mais c'est le club madrilène qui se fait le plus insistant, proposant jusqu'à quarante millions d'euros. Croyant qu'avec une telle somme l'affaire était pliée, les médias annoncent avec certitude que l'Asturien rejoindrait Raúl et consorts dans le club de la capitale jusqu'à ce que le club de Madrid reçoive une fin de non-recevoir.
C'est seulement une semaine avant la fin du marché des transferts que David Villa prend la parole, agacé par les rumeurs : « La saison passée, on a dit beaucoup de choses sur moi, notamment que je ne serai plus à Valence, j'avais d'ailleurs confirmé que mon avenir était à Valence et nulle part ailleurs. Eh bien cette saison je le répète, mon désir est de rester de longues années à Valence. »
Le Real Madrid était pourtant décidé à concrétiser la venue du joueur, sans pour autant céder totalement aux exigences de Valence même si la fin du mercato était proche, ce dont le club « ché » profitera pour faire signer à son attaquant vedette un nouveau contrat avec une revalorisation salariale (trois millions d'euros nets par an).
Le père du joueur, interrogé, répondra : « Nous sommes issus d'un milieu très modeste : je travaillais très dur dans des mines jusqu'à 900 mètres de profondeur pour nourrir ma famille et David était promis à un avenir semblable au mien, s'il n'avait pas eu ce don pour le football. Le jour où il a signé pour le FC Valence fut une chance inespérée pour nous et aujourd'hui nous sommes très reconnaissants envers le club. »
Son avenir semble donc être à Valence sachant qu'Unai Emery, le nouvel entraîneur et Vicente Soriano, l'actionnaire majoritaire du club, en font l'une des pièces maîtresses de leur projet.
En octobre 2009, Villa figure dans la liste des 30 nommés pour le Ballon d'or, pour la deuxième fois consécutive.
Le 18 mars 2010, Villa se fait remarquer lors des huitièmes de finale de la Ligue Europa 2009-2010 en réalisant un triplé contre le Werder Brême. Les deux équipes se neutralisent toutefois ce jour-là (4-4 score final).
Après cinq ans à Valence, le club est contraint de vendre son joyau au FC Barcelone à la suite des problèmes financiers rencontrés par le club. À la suite de ce départ Villa déclare dans une lettre adressée aux supporters valencianistas que le Valence CF restera à jamais dans son cœur.

#### FC Barcelone
En mai 2010, Joan Laporta confirme que David Villa va s'engager avec le FC Barcelone contre une somme d'environ quarante millions d'euros qui servira à rembourser les dettes du club Ché. Le transfert est rendu officiel le 19 mai 2010.
David Villa devient ainsi le 11e Asturien à porter le maillot du FC Barcelone après Luis Enrique ou Quini. 35 000 spectateurs ont assisté à la présentation de David Villa au Camp Nou le 21 mai 2010.
Il marque son premier but avec le Barça lors du Trophée Gamper contre l'AC Milan, le 25 août 2010. Il inscrit son premier but en match officiel lors de la première journée de championnat face au Racing de Santander.
Le 29 septembre 2010, David Villa inscrit le 400e but du FC Barcelone en Ligue des champions face à Rubin Kazan.
Le 29 novembre 2010, lors du Clasico face au Real Madrid comptant pour la 13e journée de Liga (score final 5-0), il marque son deuxième doublé sous les couleurs du Barça après celui contre Séville. En mai 2011, David Villa remporte avec le Barça son premier championnat d'Espagne.
Le 28 mai 2011, il marque le troisième but du FC Barcelone d'un magnifique enroulé qui se loge dans la lucarne, lors de la victoire 3-1 en finale de la Ligue des Champions face à Manchester United. Il est par conséquent le dernier joueur à avoir marqué contre Edwin van der Sar, gardien emblématique de Manchester United.
Le 14 août 2011, David Villa marque un but exceptionnel en pleine lucarne contre Madrid au match aller de la Supercoupe d'Espagne, 2-2 à la fin du match. Le Barça remporte cette Supercoupe d'Espagne grâce à une victoire au Camp Nou lors du match retour, 3-2.
Le 15 décembre 2011, David Villa se fracture le tibia lors de la demi-finale que dispute le FC Barcelone face à  Al-Sadd, dans le cadre de la Coupe du monde des clubs de la FIFA. Sa blessure au tibia semble assez grave, ce qui souligne de nombreuses questions pour l'équipe nationale.
La blessure du meilleur buteur de l'histoire de la sélection espagnole se fait sentir, en exemple les demi-finales aller et retour de la ligue des champions en avril 2012 : le Barça montre de gros problèmes pour la finition, domaine dans lequel David Villa est l'un des meilleurs au monde. Barcelone sera éliminé en demi-finale par Chelsea, avec au match retour un but de Fernando Torres, son complément d'attaque avec l'Espagne, où les deux joueurs ont toujours aligné de bonnes performances ensemble, comme à l'Euro 2008 (six buts en six matchs à eux deux).
En 2011, Villa remporte cinq titres avec le FC Barcelone : la Liga, la Supercoupe d'Espagne, la Ligue des champions, la Supercoupe de l'UEFA et la Coupe du monde des clubs. Son nom figure sur la première liste des vingt-trois nommés pour la récompense FIFA Ballon d'Or.
Huit mois après sa grave blessure au tibia, David Villa fait son retour sur les terrains de jeu le 11 août 2012 lors d'un match amical face au Dinamo Bucarest. En première journée de la liga 2012-2013, contre la Real Sociedad, il entre en jeu et marque son premier but de l'année à la 84e minute.

#### Atlético de Madrid

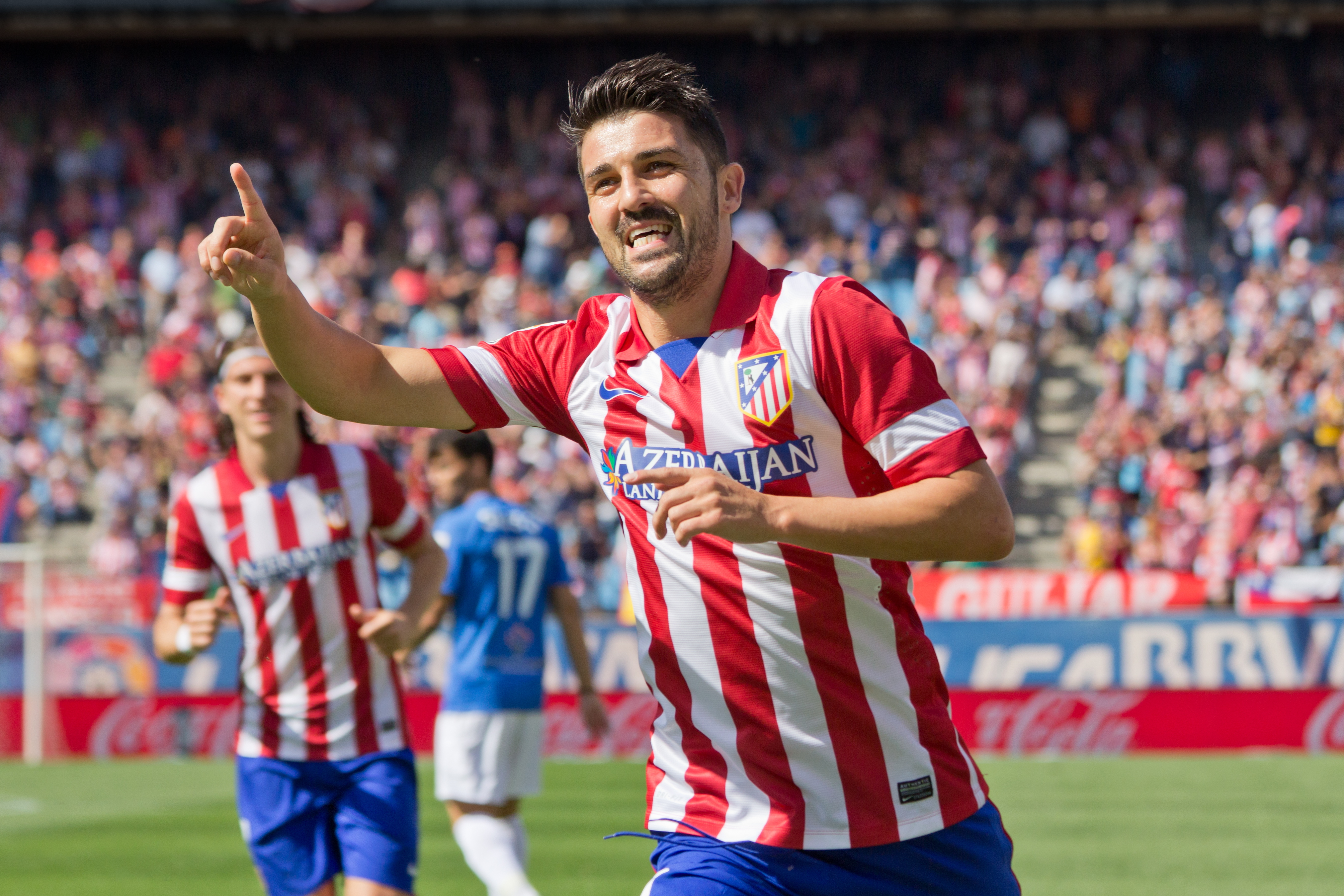

Le 8 juillet 2013, après trois saisons avec Barcelone, David Villa est transféré à l'Atlético Madrid malgré la concurrence de Tottenham ou encore d'Arsenal. Le transfert est estimé à environ 5,1 millions d'euros et le FC Barcelone se réserve le droit de récupérer 50 % du prochain transfert de Villa, si celui venait à partir de l'Atlético mais également à toucher trois millions d'euros de plus si le joueur fait encore partie de l'Atlético pour la saison 2014-2015.
Le 27 octobre 2013, il marque son premier doublé sous le maillot de l'Atlético Madrid face au Real Betis Seville et délivre une passe décisive pour Diego Costa (Victoire 5 à 0 des Colchoneros).
Le 17 mai 2014, il devient champion d'Espagne avec l'Atlético. Le 24 mai 2014, il s'incline en finale de la Ligue des champions contre le Real Madrid (4-1 a.p).
Le 1er juin 2014, il annonce qu'il quitte l'Atlético Madrid.

#### Melbourne City et New York City
En juin 2014, David Villa signe avec New York City FC mais est prêté jusqu'en mars 2015 au club australien de Melbourne City. Il y inscrit un but dès son premier match face au Sydney FC sur une passe décisive de Damien Duff (lui aussi ayant rejoint Melbourne City, en juin), puis un second lors du match suivant. Le New York City FC écourte finalement le prêt de David Villa qui quitte l'Australie dès le mois de janvier après seulement quatre rencontres.
Le 11 février 2015, Villa inscrit le premier but de l'histoire du New York City FC lors d'un match amical face au club écossais de St. Mirren. Lors de la deuxième semaine d'activités de la Major League Soccer, le 15 mars 2015, il inscrit le premier but de l'histoire du club à domicile, au Yankee Stadium. Au cours de ce match, il délivre également une passe décisive à Patrick Mullins pour une victoire de 2 à 0 face au Revolution de la Nouvelle-Angleterre. Cependant, le début de son aventure nord-américaine est perturbé par une gêne aux adducteurs et il ne retrouve ainsi le chemin des filets que le 14 juin 2015 face à l'Impact de Montréal (victoire 3-1) avant d'inscrire son premier doublé outre-Atlantique face au Toronto FC (victoire 0-2). Les clubs canadiens deviennent alors sa cible favorite, il réalise de nouveau un doublé face à Montréal le 4 juillet 2015 (victoire 1-2) avant de rééditer cette performance huit jours plus tard contre le Toronto FC (4-4).
Il est retenu pour disputer le Match des étoiles de la MLS en 2015 face au Tottenham Hotspur et est buteur à cette occasion, offrant le second but à la sélection des joueurs du championnat nord-américain pour une victoire 2 à 1.
Pour sa deuxième saison en MLS, il retrouve rapidement ses habitudes, marquant son troisième doublé face à Toronto lors de la deuxième semaine de championnat.

#### Vissel Kobe
En décembre 2018 est annoncé l'arrivée de David Villa au Vissel Kobe. Il y retrouve son ancien coéquipier Andrés Iniesta. Il inscrit son premier but pour le club lors d'une rencontre de championnat face au Sagan Tosu le 2 mars 2019. Il marque le seul but de la rencontre et donne ainsi la victoire à son équipe. Le 30 juin de la même année il réalise un doublé contre Nagoya Grampus, contribuant à la victoire des siens par cinq buts à trois.

### Carrière internationale
Il commence sa carrière internationale le 9 février 2005 à Almería, lors du match qualificatif pour la Coupe du monde 2006 qui oppose l'équipe d'Espagne à Saint-Marin (victoire 5 à 0 des Espagnols).
Lors de l'été 2006, il participe à la Coupe du monde en Allemagne avec l'Espagne, où il marque trois buts en quatre matchs. Face à l'Ukraine, il inscrit un doublé en ouvrant son compteur à la 17e minute sur un coup franc détourné par la défense ukrainienne puis à la 48e minute sur un penalty trompant Oleksandr Chovkovskyi. En huitième de finale, il récidive face à la France, en marquant un penalty face à Fabien Barthez. Toutefois, les espagnols seront éliminés par les Bleus à la suite de l'égalisation de Franck Ribéry puis aux buts de Patrick Vieira et Zinédine Zidane.  
Il fait partie des 23 joueurs espagnols qui disputent l'Euro 2008 en Autriche et en Suisse. Il est l'auteur du premier triplé de cette compétition à l'occasion du premier match de son équipe (face à la Russie (4-1 score final). Il continuera le match suivant face à la Suède (2-1 score final) en marquant un but dans le temps additionnel, ce qui donnera la victoire à son équipe et du même coup lui permettra d'assurer la première place de son groupe et donc la qualification en quarts de finale. Cependant, en demi-finale de l'Euro 2008 (face à la Russie encore), Villa se blesse, et ne participe donc pas à la finale qui oppose son équipe à celle d'Allemagne, match que remporte la sélection espagnole (1-0).
Il fut le deuxième meilleur buteur des éliminatoires de la Coupe du monde 2010.
Le 18 juin 2009, lors d'un match de Coupe des confédérations, face à l'Irak, il marque et devient ainsi le deuxième meilleur buteur de la sélection ibérique avec 31 buts, à treize unités de Raúl et ses 44 buts avec la Roja. Le 25 juin 2010, il devient le meilleur buteur espagnol en phase finale de Coupe du monde avec cinq buts inscrits au total à la suite d'un but inscrit contre le Chili (2-1), lors des phases de poules.
Le 29 juin 2010, il marque le seul but de la qualification espagnole en huitième de finale face au Portugal à la 63e minute (1-0), malgré une position évidente de hors-jeu, le but est quand même validé. Il récidivera quatre jours plus tard lors du quart de finale face au Paraguay donnant la victoire (1-0) à la Roja.
Le 11 juillet 2010, il remporte la Coupe du monde avec l'Espagne (1-0 a.p.) face aux Pays-Bas, et termine deuxième meilleur buteur de la compétition (5 buts) avec autant de buts que Diego Forlán, Wesley Sneijder et Thomas Müller. Ces cinq buts ont été inscrits lors de la phase de groupes contre le Honduras (doublé) et le Chili, puis en huitièmes de finale face au Portugal et en quarts de finale contre le Paraguay. 
Mais c'est Müller qui hérite du Soulier d'or, ayant adressé plus de passes décisives que l'attaquant espagnol. Il est élu tout de même dans le All-star team de la Coupe du monde.
À la suite de la victoire en Coupe du monde, la statue de David Villa fait son entrée au Musée de cire de Barcelone.
Le 12 octobre 2010, il ouvre le score face à l'Écosse (3-2) sur pénalty et égalise du même coup le record de Raúl et ses 44 buts en sélection nationale. Grâce à son doublé victorieux contre la Tchéquie (2-1) en éliminatoires de l'Euro 2012, David Villa devient le 25 mars 2011 le meilleur buteur de l'histoire de la Roja (53 réalisations en novembre 2012). Villa figure ainsi parmi les seuls joueurs ayant à la fois remporté une Coupe du monde et étant détenteurs du record de buts avec leur équipe nationale, au même titre que Miroslav Klose (71 buts) Pelé (77 buts), Thierry Henry (51 buts).
Blessé, il renonce à participer à l'Euro 2012 ; l'Espagne remportera la compétition et fera un triplé historique Euro 2008, Mondial 2010 et Euro 2012.
Le 20 juin 2013 lors de la Coupe des confédérations, David Villa marque un triplé contre l'équipe de Tahiti et délivre une passe décisive pour David Silva. Lors de ce match « La Roja » écrase Tahiti sur le score de 10 à 0, dont un quadruplé de Fernando Torres, le triplé de David Villa, un doublé de David Silva, et un but de Juan Mata. Par la même occasion, « El Guaje » augmente son record de meilleur buteur espagnol à 56 réalisations.
Juste avant la Coupe du monde de 2014, David Villa inscrit le 7 juin 2014 les deux buts de la victoire de l'Espagne en match amical contre El Salvador à Washington.
Faisant suite à son annonce du 4 juin 2014 avant le début de la Coupe du monde, ce 23 juin 2014, il joue son dernier match avec la Roja face à l'Australie dans l'ultime rencontre de phase de groupes-Groupe B disputé à l'Arena da Baixada au Curitiba (Brésil) où il commence la partie et où, il inscrira son 59e but en équipe nationale.
Le 25 août 2017, il est convoqué par Julen Lopetegui pour le match qualificatif de la Coupe du monde 2018 face à l'Italie, et ce trois ans après sa dernière cape.

## Vie privée
En 2003, David Villa s'est marié avec son amie d'enfance Patricia González (qui jouait également au football pendant son enfance). Ils ont deux filles, Zaida (7 décembre 2005) ; Olaya (18 août 2009) et un fils, Luca (28 janvier 2013). Le nom de ses enfants est gravé sur ses Adidas F50's personnalisées ainsi que D&P. Sur une de ses chaussures il y a également le drapeau espagnol, et sur l'autre celui des Asturies.
Les idoles de David Villa sont Luis Enrique et Quini. David Villa participe régulièrement à des œuvres de charité. Il est particulièrement actif dans chaque campagne caritative de l'UNICEF. En juillet 2008, il a créé le David Villa Camp qui est ouvert une fois par an, où des enfants peuvent s'entraîner avec des footballeurs professionnels. David Villa s'entraîne également avec les enfants.
Petit-fils et fils de mineurs, en juillet 2012 il apporte son soutien aux mineurs grévistes d’el pozo Candín, le puits de sa ville natale à Langreo, alors que les mineurs asturiens étaient entrés dans un conflit dur avec le gouvernement pour protester contre les coupes budgétaires réduisant d’environ 64 % les subventions allouées au secteur. David Villa demande alors publiquement que les revendications des mineurs soient entendues.
Après le séjour de son club du New York City FC sur l'île de Porto Rico où une rencontre amicale est jouée contre l'équipe nationale portoricaine, il crée une académie pour promouvoir le football sous le nom de DV7 Soccer Academy à Bayamón.

## Statistiques

### Statistiques détaillées
| Saison                | Club                  | Championnat           | Championnat | Championnat | Championnat | Coupe(s) nationale(s) | Coupe(s) nationale(s) | Coupe(s) nationale(s) | Supercoupe | Supercoupe | Supercoupe | Compétition(s) continentale(s) | Compétition(s) continentale(s) | Compétition(s) continentale(s) | Compétition(s) continentale(s) | Supercoupe UEFA | Supercoupe UEFA | Supercoupe UEFA | Coupe du monde des clubs | Coupe du monde des clubs | Coupe du monde des clubs | Espagne | Espagne | Espagne | Total | Total | Total |
| Saison                | Club                  | Division              | M.          | B.          | P.d.        | M.                    | B.                    | P.d.                  | M.         | B.         | P.d.       | Comp.                          | M.                             | B.                             | P.d.                           | M.              | B.              | P.d.            | M.                       | B.                       | P.d.                     | M.      | B.      | P.d.    | M.    | B.    | P.d.  |
| 2000-2001             | Gijón                 | D2                    | 1           | 0           | 0           | -                     | -                     | -                     | -          | -          | -          | -                              | -                              | -                              | -                              | -               | -               | -               | -                        | -                        | -                        | -       | -       | -       | 1     | 0     | 0     |
| 2001-2002             | Gijón                 | D2                    | 40          | 18          | 3           | 4                     | 2                     | 0                     | -          | -          | -          | -                              | -                              | -                              | -                              | -               | -               | -               | -                        | -                        | -                        | -       | -       | -       | 44    | 20    | 3     |
| 2002-2003             | Gijón                 | D2                    | 39          | 20          | 6           | 1                     | 1                     | 0                     | -          | -          | -          | -                              | -                              | -                              | -                              | -               | -               | -               | -                        | -                        | -                        | -       | -       | -       | 40    | 21    | 6     |
| Sous-total            | Sous-total            | Sous-total            | 80          | 38          | 9           | 5                     | 3                     | 0                     | -          | -          | -          | -                              | -                              | -                              | -                              | -               | -               | -               | -                        | -                        | -                        | -       | -       | -       | 85    | 41    | 9     |
| 2003-2004             | Real Saragosse        | Liga                  | 38          | 17          | 3           | 8                     | 4                     | 0                     | -          | -          | -          | -                              | -                              | -                              | -                              | -               | -               | -               | -                        | -                        | -                        | -       | -       | -       | 46    | 21    | 3     |
| 2004-2005             | Real Saragosse        | Liga                  | 35          | 15          | 2           | 1                     | 0                     | 0                     | 2          | 0          | 1          | C3                             | 10                             | 3                              | 3                              | -               | -               | -               | -                        | -                        | -                        | 1       | 0       | 0       | 49    | 18    | 6     |
| Sous-total            | Sous-total            | Sous-total            | 73          | 32          | 5           | 9                     | 4                     | 0                     | 2          | 0          | 1          | -                              | 10                             | 3                              | 3                              | -               | -               | -               | -                        | -                        | -                        | 1       | 0       | 0       | 95    | 39    | 9     |
| 2005-2006             | Valence CF            | Liga                  | 37          | 25          | 3           | 4                     | 2                     | 1                     | -          | -          | -          | C4                             | 6                              | 1                              | 0                              | -               | -               | -               | -                        | -                        | -                        | 11      | 5       | 0       | 58    | 33    | 4     |
| 2006-2007             | Valence CF            | Liga                  | 36          | 15          | 11          | 4                     | 0                     | 1                     | -          | -          | -          | C1                             | 11                             | 5                              | 3                              | -               | -               | -               | -                        | -                        | -                        | 11      | 7       | 2       | 62    | 27    | 17    |
| 2007-2008             | Valence CF            | Liga                  | 28          | 18          | 5           | 6                     | 1                     | 1                     | -          | -          | -          | C1                             | 7                              | 3                              | 0                              | -               | -               | -               | -                        | -                        | -                        | 12      | 6       | 0       | 53    | 28    | 6     |
| 2008-2009             | Valence CF            | Liga                  | 33          | 28          | 6           | 3                     | 1                     | 1                     | 2          | 1          | 1          | C3                             | 5                              | 1                              | 1                              | -               | -               | -               | -                        | -                        | -                        | 14      | 13      | 1       | 57    | 44    | 10    |
| 2009-2010             | Valence CF            | Liga                  | 32          | 21          | 3           | 2                     | 0                     | 0                     | -          | -          | -          | C3                             | 11                             | 7                              | 0                              | -               | -               | -               | -                        | -                        | -                        | 16      | 11      | 3       | 61    | 39    | 6     |
| Sous-total            | Sous-total            | Sous-total            | 166         | 107         | 28          | 17                    | 4                     | 4                     | 2          | 1          | 1          | -                              | 40                             | 17                             | 4                              | -               | -               | -               | -                        | -                        | -                        | 64      | 42      | 6       | 289   | 171   | 43    |
| 2010-2011             | FC Barcelone          | Liga                  | 34          | 18          | 5           | 5                     | 1                     | 0                     | 1          | 0          | 0          | C1                             | 12                             | 4                              | 1                              | -               | -               | -               | -                        | -                        | -                        | 10      | 5       | 1       | 62    | 28    | 7     |
| 2011-2012             | FC Barcelone          | Liga                  | 15          | 5           | 1           | 1                     | 0                     | 0                     | 2          | 1          | 0          | C1                             | 4                              | 3                              | 1                              | 1               | 0               | 0               | 1                        | 0                        | 0                        | 7       | 4       | 2       | 31    | 13    | 4     |
| 2012-2013             | FC Barcelone          | Liga                  | 28          | 10          | 5           | 5                     | 5                     | 2                     | -          | -          | -          | C1                             | 10                             | 1                              | 1                              | -               | -               | -               | -                        | -                        | -                        | 10      | 5       | 2       | 53    | 21    | 10    |
| Sous-total            | Sous-total            | Sous-total            | 77          | 33          | 11          | 11                    | 6                     | 2                     | 3          | 1          | 0          | -                              | 26                             | 8                              | 3                              | 1               | 0               | 0               | 1                        | 0                        | 0                        | 27      | 14      | 5       | 146   | 62    | 21    |
| 2013-2014             | Atlético Madrid       | Liga                  | 36          | 13          | 4           | 2                     | 1                     | 0                     | 2          | 1          | 0          | C1                             | 7                              | 0                              | 0                              | -               | -               | -               | -                        | -                        | -                        | 4       | 3       | 2       | 51    | 18    | 6     |
| 2014                  | Melbourne City (prêt) | A-League              | 4           | 2           | 0           | -                     | -                     | -                     | -          | -          | -          | -                              | -                              | -                              | -                              | -               | -               | -               | -                        | -                        | -                        | -       | -       | -       | 4     | 2     | 0     |
| 2015                  | New York City FC      | MLS                   | 30          | 18          | 5           | 0                     | 0                     | 0                     | -          | -          | -          | -                              | -                              | -                              | -                              | -               | -               | -               | -                        | -                        | -                        | -       | -       | -       | 30    | 18    | 5     |
| 2016                  | New York City FC      | MLS                   | 35          | 23          | 4           | 0                     | 0                     | 0                     | -          | -          | -          | -                              | -                              | -                              | -                              | -               | -               | -               | -                        | -                        | -                        | -       | -       | -       | 35    | 23    | 4     |
| 2017                  | New York City FC      | MLS                   | 33          | 24          | 5           | 1                     | 0                     | 0                     | -          | -          | -          | -                              | -                              | -                              | -                              | -               | -               | -               | -                        | -                        | -                        | 1       | 0       | 0       | 35    | 24    | 5     |
| 2018                  | New York City FC      | MLS                   | 26          | 15          | 5           | 1                     | 0                     | 0                     | -          | -          | -          | -                              | -                              | -                              | -                              | -               | -               | -               | -                        | -                        | -                        | -       | -       | -       | 27    | 15    | 5     |
| Sous-total            | Sous-total            | Sous-total            | 124         | 80          | 19          | 2                     | 0                     | 0                     | -          | -          | -          | -                              | -                              | -                              | -                              | -               | -               | -               | -                        | -                        | -                        | 1       | 0       | 0       | 127   | 80    | 19    |
| 2019                  | Vissel Kobe           | J.League              | 28          | 13          | 2           | 1                     | 0                     | 0                     | -          | -          | -          | -                              | -                              | -                              | -                              | -               | -               | -               | -                        | -                        | -                        | -       | -       | -       | 29    | 13    | 2     |
| Total sur la carrière | Total sur la carrière | Total sur la carrière | 588         | 318         | 78          | 47                    | 18                    | 6                     | 9          | 3          | 2          | -                              | 83                             | 28                             | 10                             | 1               | 0               | 0               | 1                        | 0                        | 0                        | 97      | 59      | 13      | 826   | 426   | 109   |

### Matchs internationaux
Mise à jour : 03 Septembre 2017.
| Équipe nationale | Club            | Année           | Amical | Amical | Compétition | Compétition | Total | Total | Total |
| Équipe nationale | Club            | Année           | App.   | Buts   | App.        | Buts        | App.  | Buts  | Ratio |
| ---------------- | --------------- | --------------- | ------ | ------ | ----------- | ----------- | ----- | ----- | ----- |
| Espagne          | Real Saragosse  | 2004–05         | —      | —      | 1           | 0           | 1     | 0     | 0     |
| Espagne          | Valence         | 2005–06         | 5      | 1      | 7           | 4           | 12    | 5     | 0.42  |
| Espagne          | Valence         | 2006–07         | 4      | 1      | 7           | 6           | 11    | 7     | 0.64  |
| Espagne          | Valence         | 2007–08         | 4      | 2      | 8           | 4           | 12    | 6     | 0.5   |
| Espagne          | Valence         | 2008–09         | 4      | 5      | 10          | 8           | 14    | 13    | 0.93  |
| Espagne          | Valence         | 2009–10         | 6      | 4      | 9           | 7           | 15    | 11    | 0.73  |
| Espagne          | FC Barcelone    | 2010–11         | 6      | 1      | 5           | 4           | 11    | 5     | 0.42  |
| Espagne          | FC Barcelone    | 2011-12         | 3      | 1      | 3           | 3           | 6     | 4     | 0.67  |
| Espagne          | FC Barcelone    | 2012-13         | 4      | 2      | 5           | 3           | 9     | 5     | 0.56  |
| Espagne          | Atlético Madrid | 2013-14         | 3      | 2      | 1           | 1           | 4     | 3     | 0.75  |
| Espagne          | New York City   | 2017-18         | 0      | 0      | 1           | 0           | 1     | 0     | 0     |
| Total carrière,  | Total carrière, | Total carrière, | 38     | 19     | 59          | 40          | 97    | 59    | 0.61  |

### Buts en sélection
| Buts internationaux de David Villa | Buts internationaux de David Villa | Buts internationaux de David Villa                       | Buts internationaux de David Villa | Buts internationaux de David Villa | Buts internationaux de David Villa | Buts internationaux de David Villa      |
| #                                  | Date                               | Lieu                                                     | Adversaire                         | But                                | Résultat                           | Compétition                             |
| 2005–2006                          | 2005–2006                          | 2005–2006                                                | 2005–2006                          | 2005–2006                          | 2005–2006                          | 2005–2006                               |
| ---------------------------------- | ---------------------------------- | -------------------------------------------------------- | ---------------------------------- | ---------------------------------- | ---------------------------------- | --------------------------------------- |
| 1.                                 | 16 novembre 2005                   | Tehelné Pole, Bratislava, Slovaquie                      | Slovaquie                          | 1 – 1                              | 1 – 1                              | Barrages Coupe du monde 2006            |
| 2.                                 | 1er mars 2006                      | Estadio José Zorrilla, Valladolid, Espagne               | Côte d'Ivoire                      | 1 – 1                              | 3 – 2                              | Match amical                            |
| 3.                                 | 13 juin 2006                       | Zentralstadion, Leipzig, Allemagne                       | Ukraine                            | 2 – 0                              | 4 – 0                              | Coupe du monde 2006                     |
| 4.                                 | 13 juin 2006                       | Zentralstadion, Leipzig, Allemagne                       | Ukraine                            | 3 – 0                              | 4 – 0                              | Coupe du monde 2006                     |
| 5.                                 | 27 juin 2006                       | AWD-Arena, Hanovre, Allemagne                            | France                             | 1 – 0                              | 1 – 3                              | Coupe du monde 2006                     |
| 2006–2007                          |                                    |                                                          |                                    |                                    |                                    |                                         |
| 6.                                 | 2 septembre 2006                   | Estadio Nuevo Vivero, Badajoz, Espagne                   | Liechtenstein                      | 2 – 0                              | 4 – 0                              | Éliminatoires Euro 2008                 |
| 7.                                 | 2 septembre 2006                   | Estadio Nuevo Vivero, Badajoz, Espagne                   | Liechtenstein                      | 3 – 0                              | 4 – 0                              | Éliminatoires Euro 2008                 |
| 8.                                 | 6 septembre 2006                   | Windsor Park, Belfast, Irlande du Nord                   | Irlande du Nord                    | 1 – 2                              | 2 – 3                              | Éliminatoires Euro 2008                 |
| 9.                                 | 11 octobre 2006                    | Nueva Condomina, Murcie, Espagne                         | Argentine                          | 2 – 1                              | 2 – 1                              | Match amical                            |
| 10.                                | 24 mars 2007                       | Santiago Bernabéu, Madrid, Espagne                       | Danemark                           | 2 – 0                              | 2 – 1                              | Éliminatoires Euro 2008                 |
| 11.                                | 6 juin 2007                        | Rheinpark Stadion, Vaduz, Liechtenstein                  | Liechtenstein                      | 0 – 1                              | 0 – 2                              | Éliminatoires Euro 2008                 |
| 12.                                | 6 juin 2007                        | Rheinpark Stadion, Vaduz, Liechtenstein                  | Liechtenstein                      | 0 – 2                              | 0 – 2                              | Éliminatoires Euro 2008                 |
| 2007–2008                          |                                    |                                                          |                                    |                                    |                                    |                                         |
| 13.                                | 26 mars 2008                       | Manuel Martínez Valero, Elche, Espagne                   | Italie                             | 1 – 0                              | 1 – 0                              | Match amical                            |
| 14.                                | 31 mai 2008                        | Nuevo Colombino, Huelva, Espagne                         | Pérou                              | 1 – 0                              | 2 – 1                              | Match amical                            |
| 15.                                | 10 juin 2008                       | Tivoli Neu, Innsbruck, Autriche                          | Russie                             | 1 – 0                              | 4 – 1                              | Euro 2008                               |
| 16.                                | 10 juin 2008                       | Tivoli Neu, Innsbruck, Autriche                          | Russie                             | 2 – 0                              | 4 – 1                              | Euro 2008                               |
| 17.                                | 10 juin 2008                       | Tivoli Neu, Innsbruck, Autriche                          | Russie                             | 3 – 0                              | 4 – 1                              | Euro 2008                               |
| 18.                                | 14 juin 2008                       | Tivoli Neu, Innsbruck, Autriche                          | Suède                              | 1 – 2                              | 1 – 2                              | Euro 2008                               |
| 2008–2009                          |                                    |                                                          |                                    |                                    |                                    |                                         |
| 19.                                | 6 septembre 2008                   | Nueva Condomina, Murcie, Espagne                         | Bosnie-Herzégovine                 | 1 – 0                              | 1 – 0                              | Éliminatoires de la Coupe du monde 2010 |
| 20.                                | 10 septembre 2008                  | Estadio Carlos Belmonte, Albacete, Espagne               | Arménie                            | 2 – 0                              | 4 – 0                              | Éliminatoires de la Coupe du monde 2010 |
| 21.                                | 10 septembre 2008                  | Estadio Carlos Belmonte, Albacete, Espagne               | Arménie                            | 3 – 0                              | 4 – 0                              | Éliminatoires de la Coupe du monde 2010 |
| 22.                                | 11 octobre 2008                    | A. Le Coq Arena, Tallinn, Estonie                        | Estonie                            | 0 – 2                              | 0 – 3                              | Éliminatoires de la Coupe du monde 2010 |
| 23.                                | 15 octobre 2008                    | Stade Roi Baudouin, Bruxelles, Belgique                  | Belgique                           | 1 – 2                              | 1 – 2                              | Éliminatoires de la Coupe du monde 2010 |
| 24.                                | 19 novembre 2008                   | El Madrigal, Vila-real, Espagne                          | Chili                              | 1 – 0                              | 3 – 0                              | Match amical                            |
| 25.                                | 11 février 2009                    | Estadio Ramón Sánchez Pizjuán, Séville, Espagne          | Angleterre                         | 1 – 0                              | 2 – 0                              | Match amical                            |
| 26.                                | 9 juin 2009                        | Stade Tofik Bakhramov, Bakou, Azerbaïdjan                | Azerbaïdjan                        | 1 – 0                              | 6 – 0                              | Match amical                            |
| 27.                                | 9 juin 2009                        | Stade Tofik Bakhramov, Bakou, Azerbaïdjan                | Azerbaïdjan                        | 2 – 0                              | 6 – 0                              | Match amical                            |
| 28.                                | 9 juin 2009                        | Stade Tofik Bakhramov, Bakou, Azerbaïdjan                | Azerbaïdjan                        | 3 – 0                              | 6 – 0                              | Match amical                            |
| 29.                                | 14 juin 2009                       | Royal Bafokeng Stadium, Rustenburg, Afrique du Sud       | Nouvelle-Zélande                   | 5 – 0                              | 5 – 0                              | Coupe des confédérations 2009           |
| 30.                                | 17 juin 2009                       | Free State Stadium, Bloemfontein, Afrique du Sud         | Irak                               | 1 – 0                              | 1 – 0                              | Coupe des confédérations 2009           |
| 31.                                | 20 juin 2009                       | Free State Stadium, Bloemfontein, Afrique du Sud         | Afrique du Sud                     | 1 – 0                              | 2 – 0                              | Coupe des confédérations 2009           |
| 2009–2010                          |                                    |                                                          |                                    |                                    |                                    |                                         |
| 32.                                | 5 septembre 2009                   | Estadio Riazor, La Corogne, Espagne                      | Belgique                           | 2 – 0                              | 5 – 0                              | Éliminatoires de la Coupe du monde 2010 |
| 33.                                | 5 septembre 2009                   | Estadio Riazor, La Corogne, Espagne                      | Belgique                           | 5 – 0                              | 5 – 0                              | Éliminatoires de la Coupe du monde 2010 |
| 34.                                | 18 novembre 2009                   | Ernst-Happel-Stadion, Vienna, Autriche                   | Autriche                           | 1 – 2                              | 1 – 5                              | Match amical                            |
| 35.                                | 18 novembre 2009                   | Ernst-Happel-Stadion, Vienna, Autriche                   | Autriche                           | 1 – 3                              | 1 – 5                              | Match amical                            |
| 36.                                | 3 mars 2010                        | Stade de France, Paris, France                           | France                             | 0 – 1                              | 0 – 2                              | Match amical                            |
| 37.                                | 29 mai 2010                        | Tivoli Neu, Innsbruck, Autriche                          | Arabie saoudite                    | 1 – 1                              | 3 – 2                              | Match amical                            |
| 38.                                | 21 juin 2010                       | Ellis Park Stadium, Johannesbourg, Afrique du Sud        | Honduras                           | 1 – 0                              | 2 – 0                              | Coupe du monde 2010                     |
| 39.                                | 21 juin 2010                       | Ellis Park Stadium, Johannesbourg, Afrique du Sud        | Honduras                           | 2 – 0                              | 2 – 0                              | Coupe du monde 2010                     |
| 40.                                | 25 juin 2010                       | Loftus Versfeld Stadium, Pretoria, Afrique du Sud        | Chili                              | 0 – 1                              | 1 - 2                              | Coupe du monde 2010                     |
| 41.                                | 29 juin 2010                       | Green Point Stadium, Le Cap, Afrique du Sud              | Portugal                           | 1 - 0                              | 1 - 0                              | Coupe du monde 2010                     |
| 42.                                | 3 juillet 2010                     | Ellis Park Stadium, Johannesbourg, Afrique du Sud        | Paraguay                           | 0 - 1                              | 0 - 1                              | Coupe du monde 2010                     |
| 2010–2011                          |                                    |                                                          |                                    |                                    |                                    |                                         |
| 43.                                | 3 septembre 2010                   | Rheinpark Stadion, Vaduz, Liechtenstein                  | Liechtenstein                      | 0 - 2                              | 0 - 4                              | Éliminatoires Euro 2012                 |
| 44.                                | 12 octobre 2010                    | Hampden Park, Écosse                                     | Écosse                             | 0 - 1                              | 2 - 3                              | Éliminatoires Euro 2012                 |
| 45.                                | 25 mars 2011                       | Los Carmenes, Grenade, Espagne                           | Tchéquie                           | 1 - 1                              | 2 - 1                              | Éliminatoires Euro 2012                 |
| 46.                                | 25 mars 2011                       | Los Carmenes, Grenade, Espagne                           | Tchéquie                           | 2 - 1                              | 2 - 1                              | Éliminatoires Euro 2012                 |
| 47.                                | 7 juin 2011                        | Stade José Antonio Anzoátegui, Puerto La Cruz, Venezuela | Venezuela                          | 0 - 1                              | 0 - 3                              | Match amical                            |
| 2011–2012                          |                                    |                                                          |                                    |                                    |                                    |                                         |
| 48.                                | 6 septembre 2011                   | Estadio Las Gaunas, Logroño, Espagne                     | Liechtenstein                      | 5 - 0                              | 6 - 0                              | Éliminatoires Euro 2012                 |
| 49.                                | 6 septembre 2011                   | Estadio Las Gaunas, Logroño, Espagne                     | Liechtenstein                      | 5 - 0                              | 6 - 0                              | Éliminatoires Euro 2012                 |
| 50.                                | 11 octobre 2011                    | Stade José Rico Pérez, Alicante, Espagne                 | Écosse                             | 3 - 0                              | 3 - 1                              | Éliminatoires Euro 2012                 |
| 51.                                | 15 novembre 2011                   | Stade national, San José, Costa Rica                     | Costa Rica                         | 2 - 2                              | 2 - 2                              | Match amical                            |
| 2012–2013                          |                                    |                                                          |                                    |                                    |                                    |                                         |
| 52.                                | 7 septembre 2012                   | Stade de Pasarón, Pontevedra, Espagne                    | Arabie saoudite                    | 4 - 0                              | 5 - 0                              | Match amical                            |
| 53.                                | 14 novembre 2012                   | Estadio Rommel Fernández, Panama, Panama                 | Panama                             | 0 - 2                              | 1 - 5                              | Match amical                            |
| 54.                                | 20 juin 2013                       | Maracanã, Rio de Janeiro, Brésil                         | Tahiti                             | 4 - 0                              | 10 - 0                             | Coupe des confédérations 2013           |
| 55.                                | 20 juin 2013                       | Maracanã, Rio de Janeiro, Brésil                         | Tahiti                             | 5 - 0                              | 10 - 0                             | Coupe des confédérations 2013           |
| 56.                                | 20 juin 2013                       | Maracanã, Rio de Janeiro, Brésil                         | Tahiti                             | 7 - 0                              | 10 - 0                             | Coupe des confédérations 2013           |
| 2013–2014                          |                                    |                                                          |                                    |                                    |                                    |                                         |
| 57.                                | 7 juin 2014                        | FedEx Field, Washington, USA                             | Salvador                           | 1 - 0                              | 2 - 0                              | Match amical                            |
| 58.                                | 7 juin 2014                        | FedEx Field, Washington, USA                             | Salvador                           | 2 - 0                              | 2 - 0                              | Match amical                            |
| 59                                 | 23 juin 2014                       | Arena da Baixada, Curitiba (Brésil)                      | Australie                          | 1 - 0                              | 3 - 0                              | Coupe du monde 2014                     |

## Palmarès

### En club
Saragosse :
- Coupe du Roi
  - Vainqueur : 2004
- Supercoupe d'Espagne
  - Vainqueur : 2004

 Valence :
- Coupe du Roi
  - Vainqueur : 2008

 FC Barcelone :
- Ligue des champions
  - Vainqueur : 2011
- Championnat d'Espagne
  - Champion : 2011, 2013
- Coupe du Roi
  - Vainqueur : 2012
  - Finaliste : 2011
- Supercoupe d'Espagne
  - Vainqueur : 2010, 2011
- Supercoupe de l'UEFA
  - Vainqueur : 2011
- Coupe du monde des clubs
  - Vainqueur : 2011

 Atlético Madrid :
- Liga
  - Champion : 2014
- Supercoupe d'Espagne
  - Finaliste : 2013
- Ligue des champions
  - Finaliste : 2014

 Vissel Kobe :
- Coupe de l'Empereur
  - Vainqueur : 2019

### En sélection nationale
Espagne :
- Coupe du monde
  - Vainqueur : 2010
- Championnat d'Europe
  - Vainqueur : 2008
- Coupe des confédérations
  - Troisième : 2009
  - Finaliste : 2013

## Distinctions
- 7e au Ballon d'or 2008,
- 8e au Ballon d'or 2010
- Trophée Zarra (4) : 2006, 2007, 2009 et 2010.
- Meilleur buteur de l'histoire de l'équipe d'Espagne avec 59 buts
- Prix Don Balón du meilleur joueur espagnol de la Liga en 2006
- Meilleur buteur de l'Euro 2008 (quatre matchs joués - quatre buts)[47]
- Meilleur passeur du Championnat d'Espagne en 2007
- Co-meilleur buteur de la Coupe du monde 2010, avec cinq buts
- Ballon de bronze du meilleur joueur de la Coupe du monde 2010
- Membre de l'équipe type de la Coupe du monde 2010
- Membre de l'équipe type de FIFA/FIFPro World XI, en 2010
- Membre de l'équipe type UEFA, en 2010
- Membre de l'équipe type de l'Euro 2008
- Membre de l'équipe type européenne de Sports Illustrated en 2011[48].
- Meilleur joueur de la saison 2016 de MLS avec le New York City FC

## Hommage
En décembre 2022, une statue représentant David Villa est inaugurée en sa présence à Langreo, sa commune natale.